# Igralniški turizem
Igralniški turizem je oblika turizma pri kateri, gre za kombinacijo igralnih in potovalnih sektorjev, ki zajema igralce, ki obiskujejo določene destinacije in mesta zgolj z namenom igranja oziroma »gamblinga«. Igralniški turizem prispeva k trajnostnem ohranjanju in razvoju ekonomskega in socialnega področja družbe. Kazinojska turistična naselja imajo tukaj zelo pomembno vlogo saj privabljajo obiskovalce na dobro zaokrožen in zabaven dopust. Igralniški turizem je pomemben za igralce, ki se odpravijo igrati igre na srečo v druge države, ker jim je v njihovi državi to prepovedano. Igralniški turizem je prav tako oblika turizma, ki je v svetovnem merilu veljala za eno najhitreje rastočih in najbolj privlačnih dejavnosti 20 stoletja.
ZGODOVINA IGRALNIŠTVA
Zgodovina igralništva izhaja iz iger na srečo, ki bi naj bile starejše kot človeštvo samo. Nekdaj je igra predstavljala zgolj zabavo in krajšanje časa,  kot nekakšno razvedrilo in duševno sprostitev. Ob tem se je začela razvijati strast med igralci in gledalci ter želja po zaslužku. Igre, ki so se ohranile vse do danes so konjske dirke, borbe, metanje kopja, šah in igre s kartami. Igre na srečo segajo v zgodnje obdobje paleolitika. Na Kitajskem so bile igralniške hiše zelo razširjene v prvem tisočletju pred našim štetjem, kjer so bile zelo pogoste stave za živalske boje. Na Japonskem, igre na srečo segajo vsaj v 14. stoletje, medtem ko se je prva postavljena igralnica Ridotto nahajala v Benetkah, Italiji že v letu 1638. Prvi igralni avtomat ali »slot machine«, ki se je imenoval Liberty Bell sta razvila nemška priseljenca Gustav Schultz in Charles Fey iz San Francisca. Današnji avtomati temeljijo na računalniški tehniki in progresivnih nagradah (denimo jack pot).
RAZVOJ IGRALNIŠTVA V EVROPI IN ZDA
Prvi prostori, kjer so ljudje igrali družabne igre naj bi se nahajali v stari Grčiji. Kasneje so to prevzeli Rimljani. Leta 1626 je nastala prva novodobna igralnica v Benetkah, leta 1726 pa v Španiji. Leta 1748 je bil sprejet odlok, ki je določal pravila igre v Badnu.
Leta 1806 je Napoleon izdal dekret o igrah na srečo, kar predstavlja zametek današnjih koncesij.
Francois Leblanc
Francois Leblanc je povzročil prelom v zgodovini igralništva, v igralnici v Bad Homburgu na ruleti je ukinil dvojno ničlo in tako povečal možnost dobitka, kar je v igralnico privabilo veliko število gostov. To prakso je nato prenesel v Monte Carlo, kjer je leta 1863 odprl igralnico, ki je deset let kasneje beležila povprečen obisk kar 1500 gostov na dan.
EVROPSKI IN AMERIŠKI NAČIN IGRE
Evropski način temelji predvsem na igranju na mizah, igralci pa so predvsem predstavniki elitnega sloja in turisti. Namen igralnic v evropskem konceptu je izključno igranje na srečo. Ponudba je omejena na igralništvo, obdavčitev pa visoka.
Ameriški način temelji predvsem na igralnih avtomatih, kjer so igralci predstavniki vseh družbenih razredov. Namen ameriških igralnic je preživljanje prostega časa. Ameriške igralnice imajo široko dodatno ponudbo in zmerno obdavčitev.
Trenutno je igralništvo prisotno v 22 evropskih državah, kjer se nahaja približno 730 igralnic, največ v Franciji.
IGRALNIŠTVO KOT TURISTIČNA DEJAVNOST V SLOVENIJI
Nekoč je bilo igralništvo namenjeno le petičnežem pri katerem je šlo zgolj za hazarderstvo. Danes je povsem drugače. Igralništvo je namenjeno oziroma preusmerjeno k igralniški zabavi, predvsem širšim množicam, kjer je vključen prepleten zabavni program, kulinarika in druge ne igralniške dejavnosti. S takšnim povečanjem igralniške potrošnje se sorazmerno povečuje tudi ne igralniška, kar pomeni, da v okolju, kjer se nahaja igralnica, pridobivajo tudi drugi ponudniki turistično-gostinskih storitev oz. skoraj celotno lokalno gospodarstvo. Leta 1964 je začela delovati prva slovenska igralnica, ki se je nahaja v Portorožu. Skozi leta je postala Slovenija ena izmed glavnih destinacij igralniškega turizma. Po odprtju prve slovenske igralnice v Portorožu se je za tem, leta 1965 ustanovila naslednja igralnica na Bledu. Nato je leta 1969 sledila igralnica v Ljubljani, leta 1971 v Mariboru, v Lipici leta 1972 ter v Novi Gorici, ki je kasneje postala zaradi ameriškega vzora najpomembnejša destinacija igralniškega turizma v Sloveniji, leta 1986. V skladu s slovensko zakonodajo ločimo 2 tipa igralniških objektov. Prvi so igralni saloni, kjer je lahko od 50 do največ 200 igralnih avtomatov. Drugi so igralnice pri katerih ni omejitve števila igralnih avtomatov. 
TURISTIČNI PRODUKT IGER IN ZABAVE
Kot turistični produkt iger in zabave poznamo igralniško zabaviščne centre, kjer je omogočeno večdnevno bivanje in je osnovni motiv prihoda gostov igra in zabava. Prav tako poznamo igralnice v turističnih centrih, ki so izrazito turistične destinacije, kjer je igra dopolnitev celotne turistične ponudbe območja (Portorož, Lipica, Čatež, Bled, Kranjska Gora, Rogaška Slatina).
Poznamo še mestne igralnice v večjih in obmejnih mestih, kjer obstaja trg in primerno število gostov (Ljubljana, Maribor), in igralne salone, v katerih gre za ponudbo posebnih iger na srečo izključno na igralnih avtomatih, namenjenih tako domačim kot tujim gostom izključno v okviru turističnih objektov.
Potrebno je poudariti, da turisti, ki pridejo v turistični center z igralnico, pa njihov prvotni namen ni igranje, predstavljajo 5% igralniških gostov.

SKLICI
1. 1 2 3  »Gambling Tourism«. Casinopedia (v britanski angleščini). Arhivirano iz prvotnega spletišča dne 23. junija 2021. Pridobljeno 27. aprila 2020.
2. 1 2 3 4 5 6  Balažič, Gregor. »Igralniški turizem v Sloveniji«. Ksenija, Vodeb (ed.). Trajnostni razvoj turističnih destinacij alpsko-jadranskega prostora. Koper: Založba Univerze na Primorskem, 2014, pp. 71-81 . (v angleščini).
3. 1 2 3 4 5 6 7 8 9 10 11 12 13  »Gradivo: Igralniški turizem | Študentski.net«. studentski.net. Pridobljeno 27. aprila 2020.